# 洞口朋子
洞口朋子（日语：／；1988年11月30日—）是日本的一位政治人物。她出生于宫城县仙台市，毕业于宫城县宫城广濑高等学校。从2003年中学时代起，她便参与学生运动。2011年左右，开始以女性活动家的身份在网络和电视上受到关注。2019年以前，任“前进频道”（YouTube视频节目）的主持人。2019年4月22日，作为都政革新会候选人当选杉并区议会议员，连任至今。她也是革命的共产主义者同盟全国委员会（中核派）的干部。